# 許玉釧
許玉釧（1928年—2017年9月18日），臺灣新竹人。他曾任臺北帝國大學有機化學講座與國立臺灣大學物理學系的技師，善於吹製科學玻璃儀器。
1945年，許玉釧被臺北帝國大學的太山次郎技師聘為助理，並受到他的指導與照顧。在這段期間，許玉釧也曾幫日本首位被提名的諾貝爾化學獎候選人野副鐵男教授吹製玻璃儀器。二戰結束後，許玉釧在太田賴常與許雲基的帶領之下，在臺大物理系參與重建考克饶夫-沃尔顿加速器。該團隊於1948年完成中華民國暨戰後全亞洲首次人工撞擊原子核實驗。爾後，許玉釧也製作出全東南亞第一把自製雷射手術刀「慶齡一號」的核心設備與教學用電子槍。許玉釧被稱為臺灣「國寶級的玻璃儀器師傅」。

## 生平

### 早年

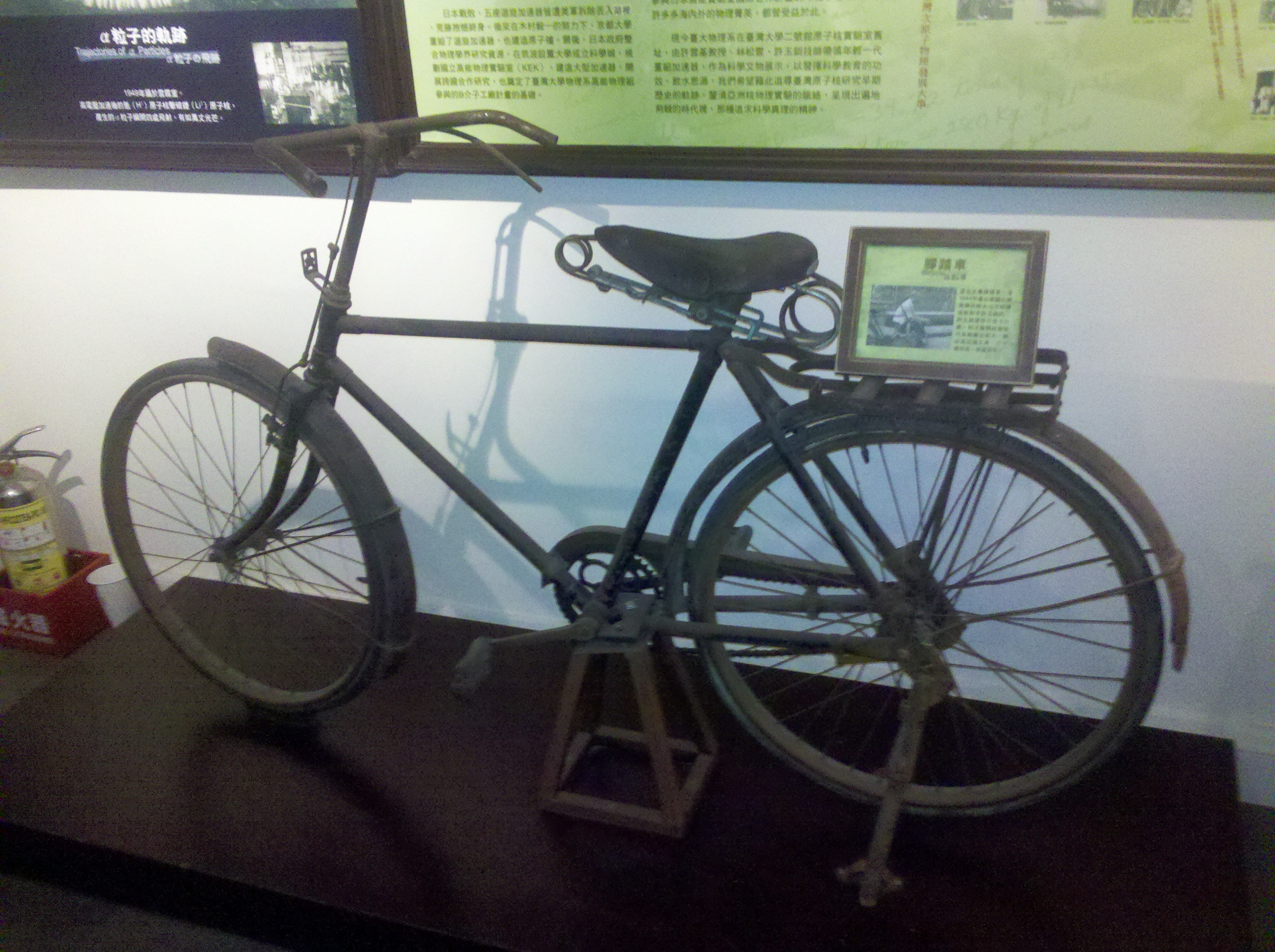
許玉釧的腳踏車，目前被展示在臺大物理文物廳。

許玉釧於1928年生於日治臺灣的新竹州，是家中的獨子。許玉釧的母親與父親相繼於他6歲和12歲時過世，再加上家境清寒，使他中輟了學業，一直到17歲才在親友接濟之下才以當時全校最高齡畢業生的身份從小學畢業。原先許玉釧打算在畢業後學刻佛像，但學校老師介紹他到新竹一家軍用玻璃工廠當學徒，於是許玉釧便照做了。
1944年，許玉釧進入玻璃工廠附設的訓練班學習。到了1945年受訓滿一年要正式工作時，被時任玻璃廠的顧問暨臺北帝國大學的太山次郎技師從全班十位學員中挑出，聘為其在臺大的助理。根據許玉釧晚年的回憶，當時太山次郎非常照顧他，不但指導他吹玻璃的技術，還讓他住在自己家中，甚至買了一部腳踏車送給他通勤，方便他到臺大工作。在這段期間，許玉釧印象最深刻的是幫有機化學講座的野副鐵男教授吹製玻璃儀器。

### 戰後時期

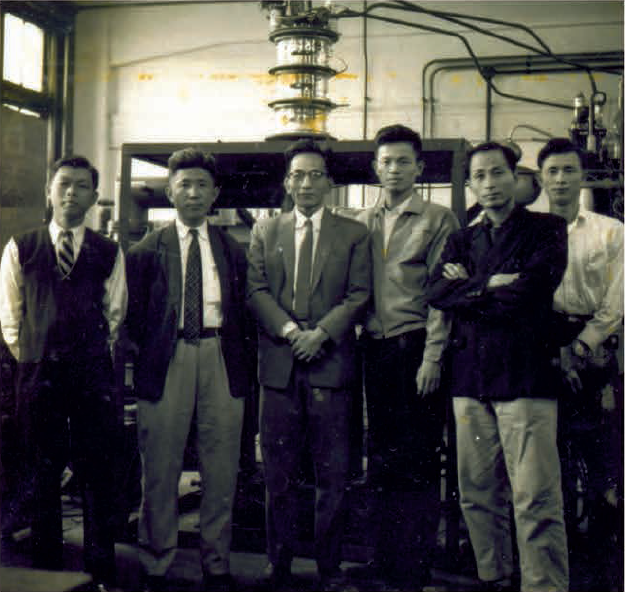
當年的臺大物理系原子核實驗室成員合照（左起：許東湯、周木春、許雲基、劉遠中、林松雲、許玉釧）。

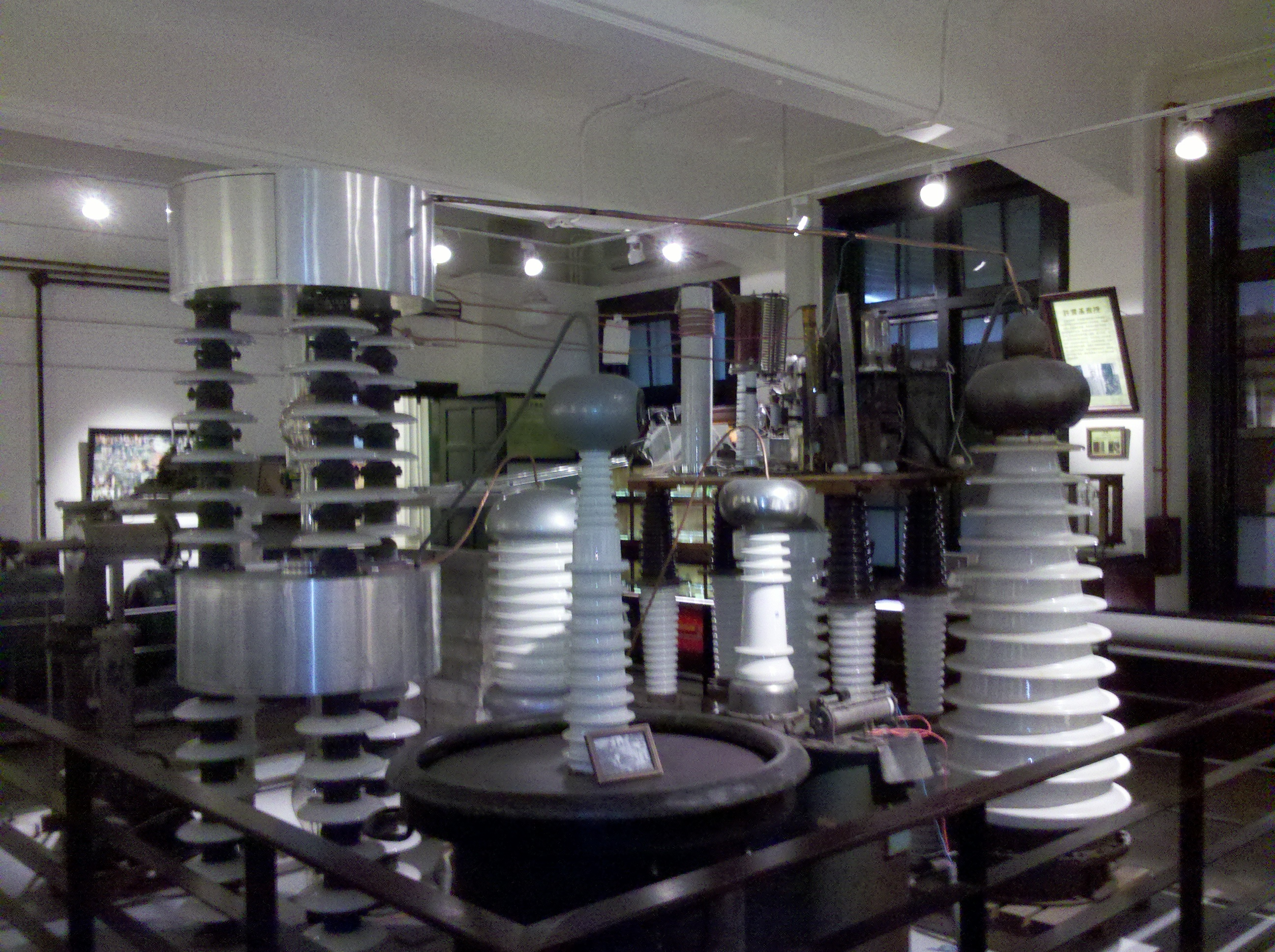
目前展示於臺大物理文物廳的考克饒夫－瓦耳頓型直線粒子加速器。

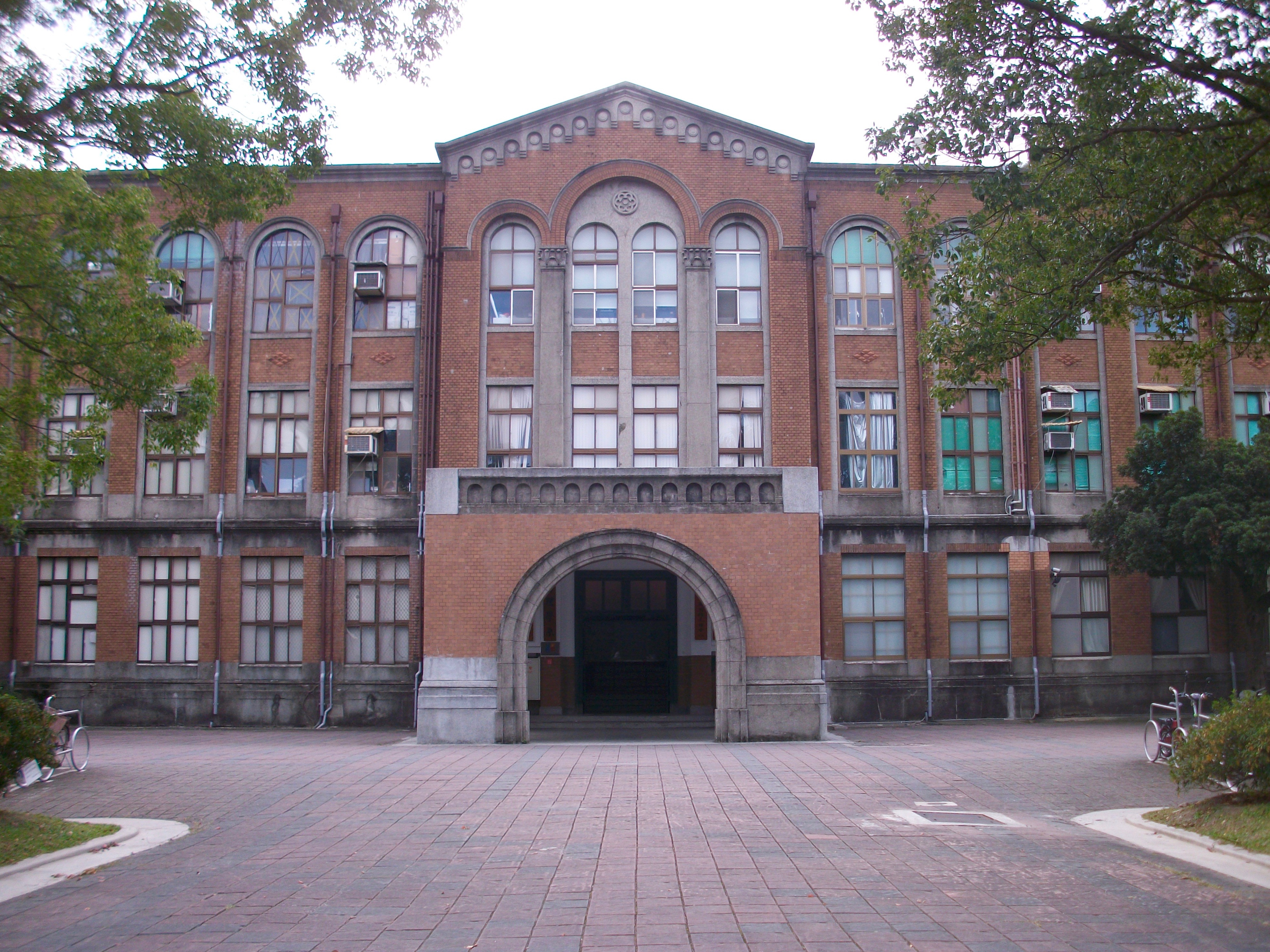
建成於1931年5月3日的臺北帝國大學理化學教室校舍。內有臺大物理文物廳，即為當年的原子核實驗室。

二戰結束後，許玉釧在太田賴常與許雲基的帶領之下，協同河田末吉、周木村、林松雲等人重組荒勝文策等人製作、曾於1934年在臺大完成世界第二次人工撞擊原子核實驗的考克饶夫-沃尔顿加速器:21。當時重建工程所需的所有玻璃設備皆是由許玉釧吹製的。
重組加速器之計畫在1946年10月開始進行:8，並於1948年5月13日下午8時35分完成了中華民國暨戰後全亞洲首次人工撞擊原子核實驗:161,162:4。
爾後，在許雲基的領導之下，許玉釧等人一同製作威爾遜雲霧室以觀測α粒子軌跡:167。他們也改造加速器以提高原子核反應的層級，並利用氦-4反應產生14.1MeV的高能中子來研究其所引起的子核反應。另外，為了製造重水以供實驗所需，許玉釧以派熱克斯玻璃燒杯和中廣報廢的高功率真空管電極改造製作出水銀整流器。當時，許玉釧根據原始設計圖，在倉庫中尋找適合的玻璃管，然卻一無所獲。於是他將五個燒杯熔化並接合，並設計支架、再接上三個燒瓶以製造出該儀器。其中最困難的部分是在不弄破玻璃的條件之下，在儀器底部嵌入直徑5公分的鎳絲。為此，許玉釧翻閱了許多日文書籍尋求解決之道，才使問題被解決。經過約一年的努力，他們成功製作出98%的重水。
1982年，榮民總醫院得到臺大嚴慶齡工業研究中心的資助，計畫設置雷射手術刀。當時計劃負責人主張不向國外採購，而是與臺大物理系和電機系一同合作開發。到了1985年，該團隊成功製作出東南亞第一部自製雷射手術刀，被命名為「慶齡一號」，而其核心設備雷射真空管就是由許玉釧所吹製的。在1985年許雲基從臺大物理系退休，導致其加速器因空間不足被迫拆解時，許玉釧和林松雲二位技師因為不捨而將其零件四處分藏各處近二十年:151。他們二人甚至將那些零件分藏在倉庫、地下室、浴室天花板等處:100-101。直到2004年，臺大物理系決定重組該加速器，並在次年在許雲基帶領之下，許玉釧偕同林松雲一同將分藏四處的零件找回，一同重建原子核實驗室成為臺大物理文物廳，並於該年11月21日正式開幕:151。該次重建過程並被製成了紀錄片《衝破原子核》:9,21。
根據1987年的調查，當時全臺灣所有大學中只有三位專門吹製玻璃儀器的技師，其中除了許玉釧之外另二位都是他的學生。1994年1月底，許玉釧從臺大物理系退休。
許玉釧的生平故事也被拍成了紀錄片《老技師的物理世界》。退休後，臺大物理系為避免玻璃工藝失傳，曾在必修課中加入吹製玻璃儀器課程，然現已無此課程。

## 軼事
許玉釧在製玻璃藥瓶工廠作技術指導時，認識其妻劉寶秀，進而發展成婚姻關係。根據許玉釧的妻子劉寶秀的描述，許玉釧在煩惱的時候，會「飯量減少、覺睡不穩，下班回家常常呆呆地坐著」，而1951年他製作電解重水的水銀整流器時是這種情形延續最久的一次，長達一個半月。
許玉釧擔任臺大物理系技師時的月薪約在新臺幣二萬元左右，而當時曾有一家玻璃儀器公司以月薪新臺幣五萬元為條件挖角，但許玉釧表示「還是和教授們一塊做研究比較有意義！」，婉拒了該公司的邀請。另外，許玉釧在專業之外也有許多興趣，包含登山與溪釣等。他時常至瑠公圳或山區釣魚，而他釣到的魚通常會放掉，但如果釣到比較好看且好養的魚則會帶回家養。另外，他在工作時通常不接電話。許玉釧說這是因為「正在燒的時候一耽擱就全報銷了，根本不能停」，所以許多人要找他都是直接去敲他工作室的玻璃門。林松雲說，這導致許玉釧工作室的玻璃門「常常被人敲得像是要破了」。

## 著作
- 《碳-14定年低背景計數器》，1965年[17]。
- 《碳-14定年法 1》，1965年[18]。
- 《用於研究(n, α)反應之威爾遜雲霧室》，1968年[19]。
- 《14.1百萬電子伏特下碳-12(n, α)與鈹-9的反應》，1969年[20]。
- 《由14.1百萬電子伏特中子引發之氖-20(n, α)與氧-17的反應》，1972年[21]。
- 《14.1百萬電子伏特下鈣-40(n, α)與氬-37的反應》，1973年[22]。
- 《用於研究14百萬電子伏特中子誘發反應之望遠計數器》，1975年[23]。
- 《氦-氖雷射的鋁冷陰極表面處理》，1975年[24]。
- 《14.1百萬電子伏特下硫-32(n, α)與矽-29反應之研究》，1976年[25]。
- 《150千電子伏特重離子產生器濺射研究》，1978年[26]。

## 外部連結
- 臺灣大學原子核物理數位典藏資料庫 （页面存档备份，存于）（繁體中文）
- 臺灣大學物理文物廳 （页面存档备份，存于）（繁體中文）
- 國立臺灣大學物理學系 （页面存档备份，存于）（繁體中文）